# الجمعية الوطنية للنهوض بالملونين
الجمعية الوطنية للنهوض بالملونين (بالإنجليزية: National Association for the Advancement of Colored People) وَتُدعى اختصاراً (NAACP) هي منظمة حقوق مدنية للأمريكان ذوي الأصول الأفريقية في الولايات المتحدة. تشكلت في عام 1909 على يد مورفيلد ستوري، وماري وايت أوفنقتن، ودو بويز. مهمة المنظمة هي ضمان المساواة السياسية والتعليمية والاجتماعية والاقتصادية بين جميع الأعراق والقضاء على التمييز العنصري.
وسعت المنظمة مهمتها في أواخر القرن العشرين من خلال النظر في سوء سلوك الشرطة، ووضع اللاجئين السود، والمسائل المتعلقة بالتنمية الاقتصادية. تم الاحتفاظ بمصطلح (الملونين) بسبب التقاليد، فمصطلح الأشخاص الملونين كان شائعاً في الولايات المتحدة وكندا لتمييز البيض عن باقي الأعراق.